# Frères mineurs capucins à Clermont-Ferrand

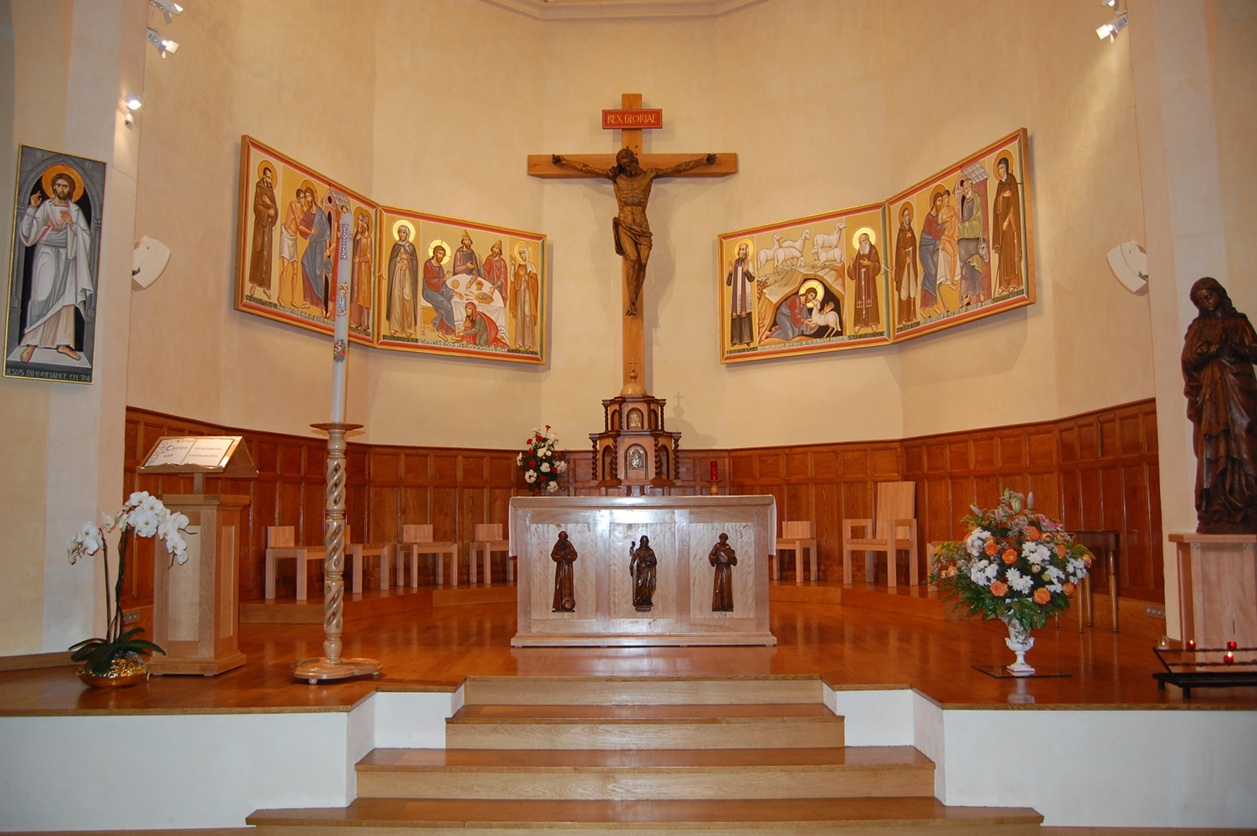
Vue du chœur de la chapelle

Arrivés à Clermont en 1224, du vivant même de leur saint fondateur, les fils de saint François d'Assise ont été présents de manière quasiment ininterrompue en Auvergne.

## Historique

### De 1600 à 1789
Les capucins sont en Auvergne dès 1600 et en 1608, à Clermont où ils ont « pris de vitesse » les Frères mineurs récollets qui désiraient s'y installer,. Henri IV demande leur implantation dans la ville. Ils s’installent hors des fortifications selon leur habitude pour être proches des habitants mais aussi dans un certain retrait afin d’avoir l’environnement propice à la prière et à la méditation. La prédication, les confessions, la prière, les Quarante-Heures, les missions occupent leur temps. Ils sont aussi aux côtés des habitants en période de peste, d’incendie ou de famine.

### Retour en 1856
Expulsés à la Révolution française, ils reviennent en ville, à la demande de l’évêque en 1856. Ils construisent alors un couvent, avec l’aide du clergé et de la population, dont la chapelle actuelle.

### AuXXIesiècle
Les frères mineurs capucins de Clermont-Ferrand font partie de la « province des Capucins de France ». Celle-ci comprend une vingtaine d’implantations, avec des missions variées (lieu de pèlerinage à Blois, fraternité d’insertion en milieu populaire à Montpellier et à Villeneuve-Saint-Georges, fraternité de formation à Strasbourg, présence en Algérie…). La province de France est particulièrement en lien avec les frères présents à Madagascar, en Éthiopie, au Tchad, en Centrafrique, en Turquie et en Haïti. Elle a un lien de collaboration avec la province du Tamil Nadu, en Inde.
« La mission des capucins de Clermont est l’accueil au cours des offices et célébrations chaque jour à la chapelle, le sacrement de réconciliation pour ceux qui le demandent, l’animation de groupes de jeunes, l’accompagnement de laïcs engagés dans des mouvements d’Église et la célébration de la messe chaque jour chez les clarisses ».

## La règle des frères
« Les frères se partagent les tâches matérielles de la vie quotidienne, comme dans une famille, et ont des services à l’extérieur : ils aident en paroisse, font partie d’équipes d’aumôneries (prison de Clermont, hôpital d’Estaing), vont rencontrer les jeunes à travers le département… ».

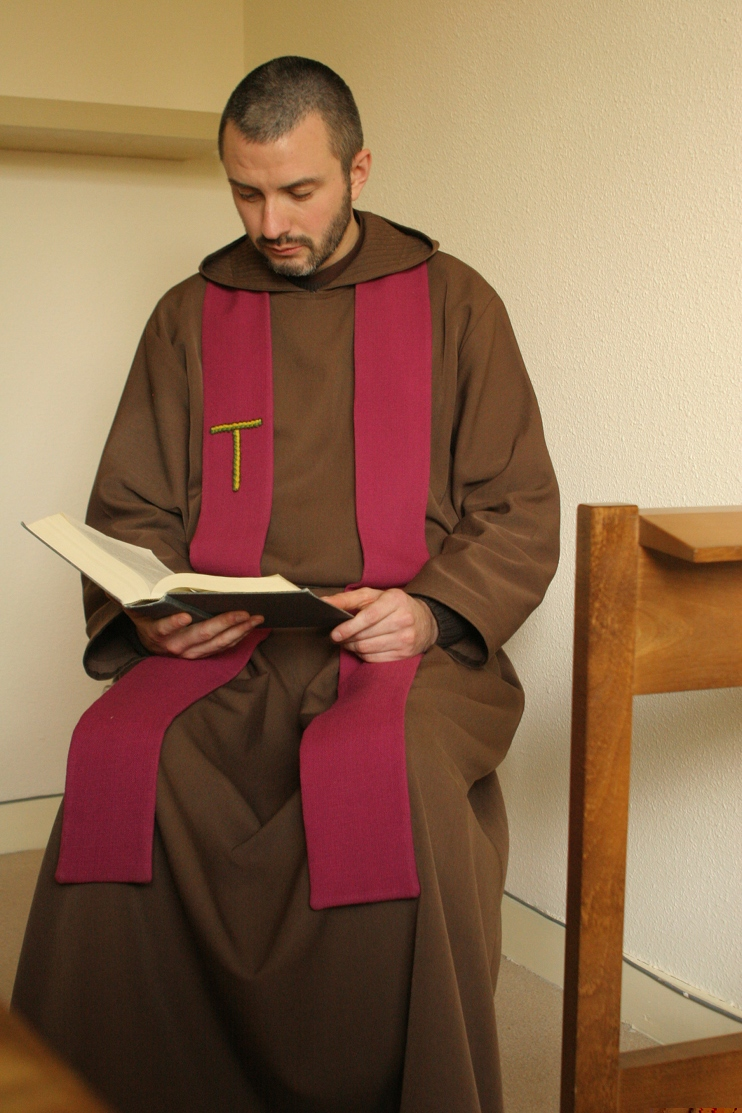
Confession.

Un frère présente ainsi son travail : « À travers mes apostolats, en tant qu’aumônier d’hôpital et de prison, j’expérimente un véritable ministère de compassion comme je l’avais toujours envisagé en tant que frère mineur au service de l’Église locale. J’ai conscience de cet appel particulier vers les souffrants pour porter l’amour de Dieu, source de toute dynamique. »
Les frères capucins observent la règle de saint François d’Assise, ils appartiennent donc à la famille franciscaine, comme les sœurs clarisses capucines de Chamalières.
Leur nom vient de la capuche qu’ils portent sur leur habit.

## La chapelle

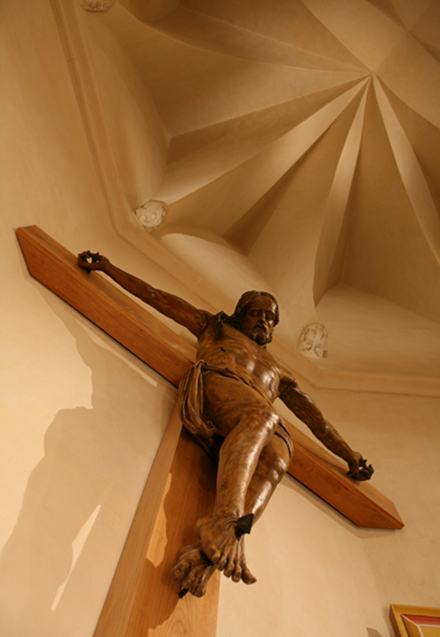
Christ.

La chapelle du couvent des capucins est située 9, boulevard Lafayette, au carrefour avec le cours Sablon.
En 2008, afin de marquer le 400e anniversaire de leur arrivée, les frères ont entrepris une restauration importante de leur chapelle. Celle-ci a été possible grâce, entre autres, à la générosité de nombreux amis des frères, de Clermont. La rénovation de ce lieu de prière a été voulue comme une œuvre collective ordonnée à la louange et à l’adoration de Dieu. Le mobilier liturgique tout en bois a été conçu et offert par un ami des frères. Un grand Christ en croix monumental orne le chœur : auparavant au couvent de Lyon, aux Brotteaux, il recevait la visite du curé d’Ars qui venait se confesser chez les capucins. 
La chapelle accueille les frères plusieurs fois par jour pour y chanter la prière de l’Église (vigiles, laudes, milieu du jour, vêpres, complies), mais aussi pour la prière personnelle et l’Eucharistie quotidienne à laquelle participent plusieurs dizaines de personnes. Y viennent également, chaque jour, ceux qui veulent recevoir le sacrement de la réconciliation.
Des fresques ont été peintes en juin 2007 et juin 2008, par Paolo Orlando, iconographe italien. Ces images représentent des figures de sainteté bibliques ou franciscaines. Dans le chœur ont été placées quatre scènes évangéliques de la miséricorde divine entourées par des saintes et des saints franciscains qui l’ont vécue, comme celle de la Brebis perdue (Luc 15). En haut de la fresque, le troupeau paît sur une montagne verdoyante et se repose. On y voit une des images du royaume, telle que l’évoque le psaume 22 : « Le Seigneur est mon berger : je ne manque de rien. Sur des prés d'herbe fraîche, il me fait reposer ». Le bas de la scène contraste avec son buisson épineux, signe d’aridité, et la caverne noire, symbole de la mort. Le pasteur, sous les traits du Christ, s’incline pour sauver la brebis perdue. Ses gestes sont humbles et tendres ; son regard plein de compassion et de miséricorde. Comme les Pères de l'Église l’ont bien saisi, la parabole est une évocation du Christ descendant aux enfers pour ramener Adam au paradis. De part et d’autre de la scène évangélique, deux prêtres qui passèrent de nombreuses heures au confessionnal : le curé d’Ars qui se tourne vers la croix et Léopold Mandic, capucin du XXe siècle qui vécut à Padoue.
Les frères qui sont à Clermont font partie de la « province des Capucins de France ». Celle-ci comprend une vingtaine d’implantations, avec des missions variées (lieu de pèlerinage à Blois, fraternité d’insertion en milieu populaire à Montpellier et à Villeneuve-Saint-Georges, fraternité de formation à Strasbourg, présence en Algérie…). La province de France est particulièrement en lien avec les frères présents à Madagascar, en Éthiopie, au Tchad, en Centrafrique, en Turquie et en Haïti. Elle a un lien de collaboration avec la province du Tamil Nadu, en Inde.

## Pour approfondir